# Carena de Torrella
La Carena de Torrella és una serra situada al municipi de Vacarisses, a la comarca del Vallès Occidental, amb una elevació màxima de 438 metres.